# 弦楽四重奏のためのコンチェルティーノ
『弦楽四重奏のためのコンチェルティーノ』（げんがくしじゅうそうのためのコンチェルティーノ、フランス語: Concertino pour quatuor à cordes）は、イーゴリ・ストラヴィンスキーが1920年に作曲した、単一楽章の弦楽四重奏曲。

## 音楽
ストラヴィンスキーは弦楽四重奏というジャンルにほとんど興味を示さなかった。『弦楽四重奏のための3つの小品』（1914年）、『コンチェルティーノ』（1920年）、および晩年の『二重カノン』（1959年）の3曲を書いているが、いずれも小品で、典型的な弦楽四重奏曲からはかけ離れた曲になっている。
コンチェルティーノという名前のとおり、第一ヴァイオリンが独奏楽器的に扱われるが、『兵士の物語』のヴァイオリンと同様、甘美さ・流麗さが排除されている。
楽曲は急＝緩＝急の形式を持つ。冒頭に急速な上昇音階が現れるが、ヴァイオリンとチェロがハ長調なのに対し、ヴィオラは半音ずれていて、極端に荒々しい響きになる。この上昇音階は後にも要所に出現する。中間部は第一ヴァイオリンの重音奏法による独奏で、他の楽器は伴奏に徹する。ふたたび冒頭の旋律が戻ってくるが、その後に舞曲風の新しい旋律が現れる。中間部と共通する旋律を持つコーダで静かに終わる。
演奏時間は約6分。

## 作曲の経緯
スイスのモルジュに住んでいたストラヴィンスキーは、1919年8月にスイスのヴァイオリニストであるアルフレッド・ポションから、彼がリーダーをつとめるアメリカ合衆国のフロンザリー四重奏団のための曲の注文を受けた。フロンザリー四重奏団は『弦楽四重奏のための3つの小品』を1915年に初演した四重奏団でもあった。
作業は『プルチネルラ』のためにしばらく棚上げされていたが、フランスに移住した後にカランテックとギャルシュで作曲をすすめ、1920年9月に完成した。フロンザリー四重奏団に献呈された。

## 初演
1920年11月3日にフロンザリー四重奏団によってニューヨークで初演された。アルフレード・カゼッラによれば、四重奏団はこの曲をまったく理解しておらず、初演は失敗に終わった。

## 編曲
1952年に『12楽器のためのコンチェルティーノ』して編曲された。ヴァイオリンの協奏曲的性格は残し、残りはチェロ以外を管楽器に変えている。単に楽器を置きかえただけでなく多くの手がはいっている。
楽器編成は、フルート、オーボエ、コーラングレ、クラリネット、ファゴット2、トランペット2、トロンボーン2（テノールとバス）、ヴァイオリン、チェロ。
ロサンゼルスで1952年11月11日にストラヴィンスキー本人の指揮によって、『カンタータ』とともに初演された。
また、アルトゥール・ルリエーによるピアノ独奏編曲がある。